# Alfons XIII.

Alfonso XIII. (hrvatski Alfons XIII.), kralj Španjolske, postumno je dijete Alfonsa XII. Proglašen je za kralja odmah po rođenju 17. svibnja 1886. Vladao je od 1886. do 1931. godne. Njegova majka, kraljica Marija Kristina Austrijska (iz kuće Habsburg), imenovana je regentom za vrijeme njegove maloljetnosti. 1902. godine, kada je navršio 16 godina života, preuzeo je kraljevske dužnosti.
31. ožujka 1906. oženio se britanskom princezom Viktorijom Eugenijom od Battenberga (1887. – 1969.), nećakinjom britanskog kralja Eduarda VII. i unukom kraljice Viktorije. Po povratku s vjenčanja, kraljevski par je za dlaku izbjegao pokušaj atentata koji je izveo anarhist Mateu Morral; bomba je ubila i ozlijedila mnoge prolaznike i sudionike kraljevske povorke.
Kraljevski par je imao sedmero djece:
- infant Alfonso Pío Cristino Eduardo, princ Asturije (1907. – 1938.), hemofiličar, odrekao se svojih prava na tron 1933., kako bi se oženio pučankom Edelmira Sampedro Ocejo y Robato, te je postao Grof od Covadonga. Kasnije se oženio s Martom Esther Rocafort y Altazarra, ali nije uopće imao djece.
- infant Jaime Luitpold Isabelino Enrique (1908. – 1975.), gluhonijem od posljedice operacije u djetinjstvu, odrekao se prava na prijestolje 1933., postao je vojvodom od Segovie, kasnije vojvodom od Madrida, a bio je poznat, kao zakonski nasljednik na francuskom tronu od 1941. do 1975., kao vojvoda od Anjoua.
- infanta Beatriz Isabel Federica Alfonsa Eugenia (1909. – 2002.), koja se udala za Alessandra Torlonia, petog princa di Civitella-Cesi.
- infant Fernando, mrtvorođen 1910.
- infanta Maria Cristina Teresa Alejandra (1911. – 1996.), koja se udala za Enrica Eugenio Marone-Cinzano, prvog grofa di Marone.
- infant Juan Carlos Teresa Silvestre Alfonso (1913. – 1993.), imenovan nasljednikom na prijestolje i grof od Barcelone, nije nikad vladao, otac kralja Juana Carlosa I.
- infant Gonzalo Manuel María Bernardo (1914. – 1934.), hemofiličar.

Kralj je također imao i troje izvanbračne djece: Roger Leveque de Vilmorin (1905. – 1980.), s francuskom aristokratkinjom Mélanie de Gaufridy de Dortan; Leandro Alfonso Luis Ruíz Moragas (rođenog 1929.), službeno priznatog od strane španjolskog suda 21. ožujka 2003. kao Leandro de Borbón y Ruíz Moragas, kraljev sin; i njegova sestra, Ana María Teresa Ruíz Moragas. Majka blizanaca je bila španjolska glumica Carmen Ruíz Moragas.
Za vrijeme njegove vladavine, Španjolska je izgubila svoje posljednje kolonije na Kubi, u Portoriku i na Filipinima; izgubila je nekoliko ratova u Africi; te pretrpjela diktatoru Miguela Prima de Rivere. 
Bio je promotor turizma u Španjolskoj. Problem sa smještajem gostiju za njegovo vjenčanje riješio je tako što je dao izgraditi luksuzni Hotel Palace u Madridu.
12. travnja 1931. održani su izbori za Cortes na kojima su monarhistički kandidati izgubili u svim većim gradovima; u Barceloni (tada najvećemu gradu) i Madridu republikanci su odnijeli ogromnu većinu. Svoju pobjedu republikanci su slavili najavama uspostavljanja republike (prvo u baskijskomu gradu Eibaru). Suočen s evidentnim porazom, Alfons XIII. 14. travnja 1931. objavljuje proglas o abdikaciji u kojem stoji:
"Nedjeljni izbori pokazali su mi da više ne uživam ljubav svoga naroda. Mogao bih vrlo lako naći načina da obranim svoje vladarske prerogative, ali sam čvrsto odlučio da svoje zemljake ničim ne nahuškam jedne protiv drugih, u bratoubilački građanski rat. Stoga, dok narod ne progovori, ja se od svoje volje privremeno odričem svojih vladarskih prerogativa."
Pri kraju Španjolskog građanskog rata, Alfons je dao do znanja da daje prednost vojnom režimu pred vladom Narodnog Fronta, ali general Francisco Franco je izjavio kako ga nacionalisti nikad ne bi prihvatili za kralja (karlisti su bili važan dio Francove vojske). Bivši kralj najprije je otišao u egzil u Francusku. Kasnije se preselio u fašističku Italiju, te je umro u Rimu 1941. godine, prepustivši svoja nasljedna prava svom četvrtom, ali drugom preživjelom sinu, Juanu, grofu od Barcelone, ocu budućeg kralja Juana Carlosa I. Grof od Barcelone službeno se odrekao prava na prijestolje 1977. godine, u korist svoga sina.

## Literaturno vrelo
1. ↑  Hugh Thomas, Španjolski građanski rat, Otokar Keršovani, Rijeka, 1980., I. svezak, str. 51